# Discografie van 3JS
Hieronder volgt de discografie van de Nederlandse band 3JS, met name de albums, nummers met een notering in een hitlijst, Top 2000-noteringen en dvd-boxsets. 

## Albums
| Album                       | Verschijnen      | Label                              | Hitlijsten | Hitlijsten | Hitlijsten | Hitlijsten | Opmerkingen                                 |
| Album                       | Verschijnen      | Label                              | BE (VL)    | BE (VL)    | NL         | NL         | Opmerkingen                                 |
| Album                       | Verschijnen      | Label                              | Piek       | Weken      | Piek       | Weken      | Opmerkingen                                 |
| --------------------------- | ---------------- | ---------------------------------- | ---------- | ---------- | ---------- | ---------- | ------------------------------------------- |
| Watermensen                 | 29 juni 2007     | Artist & Company                   | —          | —          | 6          | 87         | Studioalbum / Goud in Nederland             |
| Kamers van m'n hart         | 10 oktober 2008  | Artist & Company                   | —          | —          | 4          | 51         | Studioalbum / Goud in Nederland             |
| Dromers en dwazen           | 5 maart 2010     | Artist & Company                   | —          | —          | 3          | 76         | Studioalbum / Goud in Nederland             |
| 4 Elementen                 | 27 januari 2012  | Artist & Company                   | —          | —          | 3          | 23         | Studioalbum                                 |
| Totzoverder - Het beste van | 25 januari 2013  | Artist & Company                   | 122        | 1          | 3          | 27         | Verzamelalbum                               |
| Dichter bij de horizon      | 8 november 2013  | Artist & Company / Cloud 9 Music   | 108        | 2          | 3          | 24         | Studioalbum                                 |
| Acoustic Christmas          | 14 november 2014 | Artist & Company / Cloud 9 Music   | —          | —          | 2          | 12         | Studioalbum, kerstalbum / Goud in Nederland |
| 7                           | 13 november 2015 | Artist & Company / Cloud 9 Music   | 100        | 1          | 4          | 16         | Studioalbum                                 |
| Acoustic Christmas Volume 2 | 25 november 2016 | Warner Music                       | 117        | 1          | 10         | 5          | Studioalbum, kerstalbum                     |
| Nu                          | 9 februari 2018  | Warner Music / Volendam Music B.V. | 126        | 1          | 3          | 10         | Studioalbum                                 |
| De aard van het beest       | 15 mei 2020      | Volendam Music B.V.                | 175        | 1          | 1 (1 wk)   | 3          | Studioalbum                                 |
| Mooie tijden                | 9 juni 2023      | Volendam Music B.V. / Warner Music | 175        | 1          | 3          | 1          | Studioalbum                                 |

## Nummers met een notering in een hitlijst
| Lied                                                                       | Verschijnen       | Album                                            | Hitlijsten | Hitlijsten | Hitlijsten  | Hitlijsten  | Hitlijsten   | Hitlijsten   | Opmerkingen         |
| Lied                                                                       | Verschijnen       | Album                                            | BE (VL)    | BE (VL)    | NL (Top 40) | NL (Top 40) | NL (Top 100) | NL (Top 100) | Opmerkingen         |
| Lied                                                                       | Verschijnen       | Album                                            | Piek       | Weken      | Piek        | Weken       | Piek         | Weken        | Opmerkingen         |
| -------------------------------------------------------------------------- | ----------------- | ------------------------------------------------ | ---------- | ---------- | ----------- | ----------- | ------------ | ------------ | ------------------- |
| Kom                                                                        | 23 februari 2007  | Watermensen                                      | —          | —          | —           | —           | 24           | 10           |                     |
| Net alsof                                                                  | 1 juni 2007       | Watermensen                                      | —          | —          | —           | —           | 10           | 6            |                     |
| Één met de bomen / De Zomer Voorbij met Votown Stars / Vandaag Ben Ik Vrij | 26 oktober 2007   | Watermensen                                      | —          | —          | —           | —           | 16           | 7            |                     |
| Watermensen                                                                | 25 januari 2008   | Watermensen                                      | —          | —          | tip6        | —           | 7            | 5            |                     |
| Wiegelied                                                                  | 9 mei 2008        | Watermensen                                      | —          | —          | tip6        | —           | 8            | 4            |                     |
| Hou van mij                                                                | 25 augustus 2008  | Kamers van m'n hart                              | —          | —          | tip2        | —           | 4            | 11           |                     |
| Kamers van m'n hart                                                        | 23 januari 2009   | Kamers van m'n hart                              | —          | —          | —           | —           | 28           | 6            |                     |
| Bevlogen als vogels                                                        | 17 april 2009     | Kamers van m'n hart                              | —          | —          | tip2        | —           | 8            | 6            |                     |
| Alles overnieuw                                                            | 21 augustus 2009  | Kamers van m'n hart                              | —          | —          | —           | —           | 16           | 5            |                     |
| Loop met me over zee                                                       | 12 februari 2010  | Dromers en dwazen                                | —          | —          | tip3        | —           | 7            | 7            |                     |
| Geloven in het leven                                                       | 19 april 2010     | Dromers en dwazen                                | —          | —          | tip10       | —           | 9            | 20           |                     |
| Wat is dromen (met Ellen ten Damme)                                        | 10 september 2010 | Dromers en dwazen                                | —          | —          | 17          | 13          | 1 (1 wk)     | 24           |                     |
| Je vecht nooit alleen                                                      | 30 januari 2011   | Dromers en dwazen (Limited Songfestival edition) | —          | —          | 12          | 15          | 1 (2 wkn)    | 17           |                     |
| De stroom                                                                  | 10 juni 2011      | Dromers en dwazen (Limited Songfestival edition) | —          | —          | tip3        | —           | 12           | 4            |                     |
| Toen ik jou vergat                                                         | 16 september 2011 | Dromers en dwazen (Limited Songfestival edition) | —          | —          | tip9        | —           | 37           | 3            |                     |
| De weg                                                                     | 31 december 2011  | 4 Elementen                                      | tip90      | —          | tip2        | —           | 26           | 5            |                     |
| Bij hoog en laag                                                           | 16 maart 2012     | 4 Elementen                                      | —          | —          | tip2        | —           | 7            | 2            |                     |
| Voor eens en altijd                                                        | 28 juni 2012      | 4 elementen                                      | tip90      | —          | tip7        | —           | 15           | 4            |                     |
| Geef mij een naam (met Elske DeWall)                                       | 12 oktober 2012   | 4 elementen                                      | —          | —          | tip14       | —           | 9            | 2            |                     |
| Wat een avond                                                              | 22 oktober 2012   | 4 elementen                                      | tip62      | —          | —           | —           | —            | —            |                     |
| Bijzonder                                                                  | 7 januari 2013    | —                                                | tip85      | —          | —           | —           | 21           | 4            |                     |
| Zo mooi als jij                                                            | 12 april 2013     | —                                                | tip72      | —          | tip7        | —           | 35           | 3            |                     |
| Til me op                                                                  | 23 augustus 2013  | Dichter bij de horizon                           | tip92      | —          | tip3        | —           | 5            | 2            |                     |
| Verdwaald                                                                  | 25 oktober 2013   | Dichter bij de horizon                           | tip40      | —          | —           | —           | —            | —            |                     |
| Man in de spiegel                                                          | 28 oktober 2013   | Dichter bij de horizon                           | tip22      | —          | —           | —           | 74           | 1            |                     |
| Twee zielen                                                                | 2 mei 2014        | Dichter bij de horizon                           | —          | —          | —           | —           | 61           | 1            |                     |
| Raak m'n hart                                                              | 29 augustus 2014  | Dichter bij de horizon                           | —          | —          | —           | —           | 49           | 1            |                     |
| Jingle Bells                                                               | 14 november 2014  | Acoustic Christmas                               | tip83      | —          | —           | —           | —            | —            |                     |
| Grenzeloos                                                                 | 9 september 2015  | 7                                                | —          | —          | tip22       | —           | —            | —            |                     |
| Samen door                                                                 | 19 oktober 2015   | 7                                                | tip24      | —          | —           | —           | —            | —            |                     |
| Pas dan laat ik je gaan                                                    | 12 februari 2016  | 7                                                | tip        | —          | —           | —           | —            | —            |                     |
| De zon komt steeds weer op                                                 | 11 april 2016     | 7                                                | tip        | —          | —           | —           | —            | —            |                     |
| De toekomst                                                                | 23 augustus 2019  | De aard van het beest                            | tip        | —          | —           | —           | —            | —            | NPO Radio 2 TopSong |
| Dansen tot het over is                                                     | 8 mei 2020        | De aard van het beest                            | tip30      | —          | —           | —           | —            | —            |                     |
| Het kind in mij                                                            | 28 augustus 2020  | De aard van het beest                            | tip        | —          | —           | —           | —            | —            |                     |
| Vreemde leegte                                                             | 12 maart 2021     | De aard van het beest (deluxeversie)             | —          | —          | 38          | 2           | —            | —            |                     |

## NPO Radio 2 Top 2000
| Nummers met noteringen in de NPO Radio 2 Top 2000 | '09  | '10  | '11 | '12  | '13  | '14  | '15  | '16  | '17  | '18  | '19  | '20  | '21  | '22  |
| ------------------------------------------------- | ---- | ---- | --- | ---- | ---- | ---- | ---- | ---- | ---- | ---- | ---- | ---- | ---- | ---- |
| De stroom                                         | ×    | ×    | 926 | 1991 | -    | -    | -    | -    | -    | -    | -    | -    | -    | -    |
| Geloven in het leven                              | ×    | 819  | 642 | 1131 | 1255 | 1181 | 1420 | 1923 | -    | -    | -    | -    | -    | -    |
| Hou van mij                                       | -    | -    | -   | -    | -    | -    | -    | -    | -    | -    | -    | -    | 1258 | 1999 |
| Wat is dromen (met Ellen ten Damme)               | ×    | 357  | 155 | 781  | 1162 | 1285 | 1513 | -    | -    | -    | -    | -    | -    | -    |
| Watermensen                                       | 1930 | 1015 | 373 | 872  | 549  | 863  | 1069 | 1276 | 1322 | 1794 | 1311 | 1401 | 1417 | 1890 |

1. ↑  Een '-' betekent dat het nummer niet was genoteerd, een '×' betekent dat het nummer nog niet was uitgebracht en een vetgedrukt getal geeft de hoogste notering van een nummer aan.
2. ↑  2009 was het eerste jaar met een notering voor 3JS.
3. ↑  Deze tabel is bijgewerkt tot en met de meest recente editie (2024).

## Dvd's
| Dvd's met hitnoteringen in de Nederlandse Music Top 30 | Datum van verschijnen | Datum van binnenkomst | Hoogste positie | Aantal weken | Opmerkingen |
| ------------------------------------------------------ | --------------------- | --------------------- | --------------- | ------------ | ----------- |
| Akoesteren theatertour 2009                            | 2009                  | 31-10-2009            | 1(2wk)          | 54           |             |
| Pluche, Zweet & Tranen - theatertour 2010              | 2011                  | 12-02-2011            | 1(1wk)          | 28           |             |
| Wat een avond! / Live in Caprera 2012                  | 2012                  | 20-10-2012            | 1(1wk)          | 25           |             |